# Jan Boezeroen
Jan Boezeroen, pseudoniem van Johnny Goverde  (Steenbergen, 2 oktober 1933), is een Nederlands artiest, die vooral in de jaren zeventig en tachtig enkele grote Nederlandstalige hits scoorde onder de hoede van Jack de Nijs, beter bekend als Jack Jersey. Zijn pseudoniem betekent eigenlijk 'Jan de arbeider'.
Hij brak door met het nummer De fles (1970), waarvan de tekst geschreven werd door Enrico Paoli, pseudoniem van de Amsterdamse zanger Henk Paauwe, op muziek van Jan de Koning. In de Nationale Hitparade heeft Boezeroen zeven hits gehad, waarvan Vondel was goed met de achtste plaats de grootste was. Andere Nederlandse Top 40 hits waren Ze zeggen (1971), Oei, oei (1972) en He he kijk daar eens (1973).
In 1973 maakte hij deel uit van de groep Brabants Bont, met daarnaast Yvonne de Nijs, 
Jack de Nijs, Leo den Hop en Wil de Bras. Boezeroen had naast zijn zangcarrière ook muziekzaken in Steenbergen en Zevenbergen.
In de jaren zestig bracht Jan Boezeroen ook enkele platen uit onder de naam Disco Johnny op het CNR-label. De productie ervan was in handen van Addy Kleijngeld, de ontdekker van o.a. Heintje en Gert Timmerman.
Naast zijn activiteiten als solo-artiest maakte Jan Boezeroen in de jaren 70 en 80 ook nog deel uit van het duo "De Piraten", samen met Cock van der Palm, die in 1976 werd vervangen door Frans Vullings.
De muziek van Boezeroen is tegenwoordig vooral te horen bij de plaatselijke Piratenzender (geheime zenders).

## Familie
Twee dochters traden net als Johnny voor het voetlicht. Karin was enige tijd de vrouwelijke helft van het duo Frank & Mirella, en Kitty maakte naam als tonpraatster en wist diverse prijzen in de wacht te slepen, zoals de Zilveren Narrenkap.

## Singles
- 1966 - Jan soldaat - (Disco Johnny) CNR
- 1967 - Meneer pastoor - (Disco Johnny) CNR
- 1968 - Sofietje - (Disco Johnny) CNR
- 1970 - De fles - Polydor
- 1971 - Ze zeggen - Imperial
- 1972 - Oei, oei - Imperial
- 1972 - Hé, hé, kijk daar 'ns - Imperial
- 1973 - O daar komt gedonder van - Imperial
- 1973 - Aloha mijn bruine Madonna - De Piraten - Vier Wieken
- 1974 - De dronkaard - Vier Wieken
- 1974 - Heimwee naar Marokko - De Piraten - Vier Wieken
- 1974 - De dagen zijn voorbij gegaan - Vier Wieken
- 1975 - Ze kunnen de pot op - Vier Wieken
- 1975 - De bajesboef - Vier Wieken
- 1975 - Ode aan Mary - Tulip
- 1976 - Gadverpielekes - Telstar
- 1976 - Had ik 't maar geweten - Telstar
- 1976 - Laila - Telstar
- 1976 - Als jij kijkt naar die ander
- 1976 - Midden in de nacht
- 1977 - Dat gezicht van jou - Telstar
- 1977 - Vergeet mij niet - De Piraten - Telstar
- 1978 - Brief aan Marie - Telstar
- 1978 - Daar kan ik nou nooit genoeg van krijgen - Telstar
- 1978 - Aan de muur van 't oude kerkhof - De Piraten - Telstar
- 1978 - Ode aan drie - Telstar
- 1979 - Vondel was goed - Telstar
- 1979 - Wie trok er aan de bel - Telstar
- 1980 - Brief uit de hondenhemel - Telstar
- 1980 - Karel de kaper - De Piraten - Telstar
- 1980 - Agge mar leut het zei ons Mien - Telstar
- 1981 - Brabants café - Telstar
- 1981 - Ik pluk voor jou de sterren van de hemel - De Piraten - Telstar
- 1981 - Jammer Jantje Pelleboer - Telstar
- 1982 - De allerleste die smoakt 't beste - Telstar
- 1982 - Roos van Hawaii - De Piraten - Telstar
- 1982 - Wat kan ik er nou aan doen - Telstar
- 1983 - Allemaal 'n stapke terug - Blue Circle
- 1983 - Toedeloe - De Piraten - Telstar
- 1983 - Iedereen zegt dat ik drink - CNR
- 1983 - M'n Sjarretelleke - Dureco
- 1983 - Ach Gut - Dureco
- 1985 - In de bajes heb ik 't geleerd - Telstar
- 1985 - Toen ik eindelijk alles had - EMI
- 1985 - Marseille - EMI
- 1985 - Zonder 'n cent ben je geboren - EMI
- 1985 - Tante Mathilde - EMI
- 1986 - Rusteloos - EMI
- 1986 - Dagen om nooit te vergeten - EMI
- 1986 - Bij mij valt echt niks meer te halen - EMI
- 1986 - Clown beste clown - EMI
- 1987 - We've got the best disco - Blue Circle
- 1987 - M'n Snorkeltje - Southern Star
- 1987 - De laatste - Southern Star
- 1987 - Geen dak boven m'n hoofd - Southern Star
- 1987 - Nee we gaan nog niet naar hause - Southern Star
- 1988 - Oranje geef 'm van katoen - TOP
- 1988 - Nee, ik weet niet meer- TOP
- 1989 - Amai amai - TOP
- 1990 - Eens.....De Familie Boezeroen) - TOP
- 1991 - Ik hou m'n hand boven je hoofd - TOP
- 1992 - Dikke mik ouwe sik - TOP
- 1993 - Ik doe 't maar ene keer per jaar- BYTON
- 1996 - Oh mijn Eulalia - TOP
- 2001 - De Fles (Jan en gij dan)Thats entertainment